# 夕やけ寺ちゃん 活動中
『夕やけ寺ちゃん 活動中』（ゆうやけてらちゃん かつどうちゅう）は、2010年10月4日から2013年3月29日まで放送していた文化放送のラジオ番組。出演者としてパーソナリティの寺島尚正（当時文化放送アナウンサー）と日替わりの女性パートナー、レギュラーコメンテーター、日替わりレポーターとしてお笑い芸人、「編集長は見た!」のコーナーでは『AERA』や『SPA!』といった週刊誌の編集長、などが登場する（後述）。略称は、夕寺。

## 番組内容
「action」が番組のキーワード。16:50 - 17:13の時間帯には、帯枠の「氷川きよし節」と「ニュース・パレード」を放送する。
後半は、エンターテイメントや生活情報色が強い構成となっている。
2010年11月3日放送分は「浜松町グリーンサウンドフェスタ〜浜祭〜」のイベントの一つとして、公開生放送を行なっている。
2011年9月28日から3日間、寺島が夏休みをとった際、寺島のピンチヒッターとしてWコロンの木曽さんちゅうやコトブキツカサが代役を務めた。
2013年4月より「吉田照美 飛べ! サルバドール」を開始することにともない、当番組の終了が決定した。
2012年12月12日の番組オープニングで、パーソナリティの寺島がリスナーに向けて、2013年4月1日から新番組「おはよう寺ちゃん 活動中（現在は「おはよう寺ちゃん」）」を担当する事を発表し、平日早朝枠に異動することとなった。

### Twitter
Twitterに連動している。番組公式のTwitterアカウントは「@tera1134」。

### Ustream
2010年12月13日、12月14日のスペシャルウィーク期間中、番組初のUstream中継配信が行われた。放送中、番組の公式サイトから、Ustreamサイトにリンクしており、観る事が可能となっていた。
以降も、2010年12月20日など、不定期で、中継配信が行われていた。

## 放送時間
- 月 - 金曜 15:30 - 17:50（2011年4月4日 - 2013年3月29日）

放送時間の変動
- 月 - 金曜 15:30 - 18:30（2010年10月4日 - 2011年4月1日）

## 出演者

### メインパーソナリティ
- 寺島尚正（当時文化放送アナウンサー）

寺島休止時のピンチヒッター（夏休み）
- 2011年の夏休み
  - 2011年9月28日：Wコロン・貞包・鈴木邦男（今日の夕刊読み比べ〜ED）
  - 2011年9月29日：木曽さんちゅう（Wコロン）・水谷・荻原博子（今日の夕刊読み比べ〜5時前）
  - 2011年9月30日：コトブキツカサ・猪野又・尾木直樹（今日の夕刊読み比べ〜5時前）

- 2012年の夏休み
  - 2012年9月26日：Wコロン・貞包・鈴木邦男（今日の夕刊読み比べ〜ED）
  - 2012年9月27日：Wコロン・水谷・荻原博子（今日の夕刊読み比べ〜5時前）
  - 2012年9月28日：コトブキツカサ・猪野又・三橋貴明（今日の夕刊読み比べ〜5時前）
  - 2012年10月1日：長谷川太（文化放送アナウンサー）・森崎・岩上安身（今日の夕刊読み比べ〜5時前）

### パートナー
- 月曜 - 森崎友紀
- 火曜 - 福田萌
- 水曜 - 水野真里子（2013年1月9日 - ）
- 木曜 - 水谷加奈（文化放送アナウンサー）
- 金曜 - 小出真保（2012年10月5日 - ）

- 過去のパートナー
  - 呉羽理子（水曜担当 2010年10月13日 - 12月29日）
  - 猪野又紀子（金曜担当 2011年1月21日 - 2012年9月28日）
  - 貞包みゆき（水曜担当 2011年1月19日 - 2012年12月26日、2010年10月8日 - 2011年1月14日までは、金曜担当）

### コメンテーター
- 月曜 - 岩上安身
- 火曜 - 木下博勝、門倉貴史
- 水曜 - 鈴木邦男
- 木曜 - 荻原博子
- 金曜 - 尾木直樹、三橋貴明

- 不定期 - テレンス・リー、神浦元彰、孫崎享、植草一秀、武田邦彦、中野剛志、手嶋龍一、岩井志麻子

### 過去のコメンテーター
住田裕子、東国原英夫、古賀茂明

### レポーター
- 月曜 - 週替わり（チャド・マレーン、楽しんご、囲碁将棋、田畑藤本、ほか、「よしもとクリエイティブ・エージェンシー」所属のお笑い芸人の持ち回り）
- 火曜 - ロケット団
- 水曜 - Wコロン
- 木曜 - マシンガンズ、古賀シュウ
- 金曜 - テルがGたかし、ヒロシ、梅小鉢、AMEMIYA、波田陽区、ダンディ坂野、古賀シュウの中から1組と対決形式。

- 過去のレポーター
  - AMEMIYA（2010年12月から2011年9月30日まで金曜日）
  - Gたかし（2012年7月27日まで金曜日レギュラー。8月以降は不定期出演）

### 「編集長は見た!」出演者
- 一色清（『AERA』編集長）
- 渡部超（『SPA!』編集長）
- 富樫生（『宝島』編集長）
- 冨倉由樹央（『クーリエ・ジャポン』編集長）
- 三浦和也（『SAPIO』編集長）
- 三上丈晴（『ムー』編集長）
- 岩崎貴久（『サイゾー』編集長）
- 平井康嗣（『週刊金曜日』編集長）
- 馬宮守人（『週刊新潮』編集部デスク）
- 松井清人（『週刊文春』発行人）

- ブルボンヌ（女装パフォーマー、ライター）
- LiLiCo（映画コメンテーター）

- 過去の出演者
  - 中瀬ゆかり（『週刊新潮』編集委員 2011年10月 - 2011年3月31日）
  - 尾木和晴（『AERA』前編集長 2011年10月 - 2012年1月9日）

### 「井筒とマツコ 禁断のラジオ」出演者
2011年4月15日より「編集長は見た!」は月曜日 - 木曜日の放送となり、毎週金曜日の同時間帯は「井筒とマツコ 禁断のラジオ」のコーナーとなっている。
- 井筒和幸（映画監督）
- マツコ・デラックス（コラムニスト）
- コトブキツカサ（映画芸人）

### その他コーナー出演者
- 氷川きよし（氷川きよし節 パーソナリティー）
- 太田英明（文化放送アナウンサー ニュース・パレード キャスター）
- 高田純次（高田純次 毎日がパラダイス パーソナリティー）
- 河合美智子（同上）
- 山本高広（「交通安全心にゆとり放送局」レギュラーゲスト）

## タイムテーブル

### 2012年10月1日 - 2013年3月29日
- 15:30 オープニング
- 15:35 今日の夕刊 読み比べ〜タブロイました〜
- 15:48 文化放送交通情報（警視庁）
- 15:50 特ダネ・寺ちゃん!
- 15:57 FAXとメールの紹介
- 16:00 ヘッドラインニュース／ニュース 本音と建前
- 16:17 文化放送交通情報（警視庁）
- 16:19 天気予報（気象協会）
- 16:21 文化放送ラジオショッピング（祝日の場合は休止）
- 16:25 FAXとメールの紹介
- 16:28 編集長は見た!（月 - 木）、井筒とマツコ 禁断のラジオ（金）（2011年4月15日 - 2012年9月28日）
- 16:50 氷川きよし節[注 1]
- 16:55 文化放送交通情報（警視庁）
- 16:56 FAXとメールの紹介
- 16:58 文化放送プラスチューン
- 17:00 ニュース・パレード
- 17:13 文化放送交通情報（千葉→神奈川→警視庁）
- 17:15 天気予報 ※この時間は、パートナーが担当
- 17:17 突撃! 隣の芸人さん
- 17:31 高田純次 毎日がパラダイス
- 17:43 文化放送交通情報（警視庁）
- 17:45 エンディング

※提供クレジットは、各曜日のパートナーが担当している（「氷川きよし節」は寺島が担当・「ニュースパレード」は報道部の鈴木敏夫が担当・「高田純次 毎日がパラダイス」はアシスタントの河合美智子が担当）。

### 以前のタイムテーブル

#### 2010年10月4日 - 2011年4月1日
- 15:30 オープニング
- 15:35 今日の夕刊 読み比べ〜タブロイました〜
- 15:48 文化放送交通情報（警視庁）
- 15:50 特ダネ・寺ちゃん!
- 15:57 FAXとメールの紹介
- 16:00 ヘッドラインニュース／ニュース 本音と建前
- 16:17 文化放送交通情報（警視庁）
- 16:19 天気予報（気象協会）
- 16:21 文化放送ラジオショッピング（祝日の場合は休止）
- 16:25 FAXとメールの紹介
- 16:28 編集長は見た! PART1
- 16:33 文化放送交通情報（警視庁）
- 16:35 編集長は見た! PART2
- 16:50 氷川きよし節
- 16:55 文化放送交通情報（警視庁）
- 16:56 FAXとメールの紹介
- 16:58 文化放送プラスチューン
- 17:00 ニュース・パレード
- 17:13 文化放送交通情報（千葉→神奈川→警視庁）
- 17:15 天気予報 ※この時間は、パートナーが担当
- 17:16 ニュースdeパレード（2010年12月6日〜）
- 17:21 トレンド 一発勝負

2011年2月28日から3月30日までは、「芸人 一発勝負」のコーナーとして放送した（提供:東京都商店街振興組合連合会）。レポーターの山本高広、梅小鉢、オテンキが、東京都内の商店街に出没して、おすすめの店やイベントなどを紹介した。
- 17:28 FAXとメールの紹介
- 17:31 川中美幸 人・うた・心（雲海酒造）
- 17:41 文化放送交通情報（警視庁）
- 17:43 突撃! 隣の芸人さん
- 17:55 文化放送交通情報（警視庁）
- 17:57 FAXとメールの紹介
- 18:00 ヘッドラインニュース／寺ちゃん イン・ポッシブル
- 18:10 ライオンズエキスプレス
- 18:20 文化放送交通情報（警視庁）
- 18:22 天気予報 ※この時間は、パートナーが担当
- 18:23 文化放送 ネットショップ（2010年10月4日 - 2011年3月10日）
  - 2011年3月11日に発生した、東北地方太平洋沖地震（東日本大震災）にともない、地震関連のニュースを交えて放送する編成変更のため、休止した
- 18:25 エンディング

#### 2011年4月4日 - 2012年3月30日
- 15:30 オープニング
- 15:35 今日の夕刊 読み比べ〜タブロイました〜
- 15:48 交通情報（警視庁）
- 15:50 特ダネ・寺ちゃん!
- 15:57 FAXとメール紹介
- 16:00 ヘッドラインニュース／ニュース 本音と建前
- 16:17 文化放送交通情報（警視庁）
- 16:19 天気予報（気象協会）
- 16:21 文化放送ラジオショッピング （祝日の場合は休止）
- 16:25 FAXとメール紹介
- 16:28 （月 - 木）編集長は見た! PART1／（金）井筒とマツコ禁断のラジオ（2011年4月15日 - ）
- 16:35 （月 - 木）編集長は見た! PART2／（金）引き続き井筒とマツコ禁断のラジオ
- 16:50 氷川きよし節
- 16:55 文化放送交通情報（警視庁）
- 16:56 FAXとメール紹介
- 16:58 文化放送プラスチューン
- 17:00 ニュース･パレード
- 17:13 文化放送交通情報（千葉→神奈川→警視庁）
- 17:15 天気予報 ※この時間は各曜日のパートナーが担当。
- 17:16 ニュースdeパレード（ - 2011年4月15日）／（2011年4月18日 - ）おはなし玉手箱
- 17:21 突撃! 隣の芸人さん
- 17:28 FAXとメール紹介
- 17:31 川中美幸 人・うた・心（雲海酒造）（〜2011年12月30日）
- 17:41 文化放送交通情報（警視庁）
- 17:43 （火）クレモナからのお知らせなどお知らせの時間
- 17:46 エンディング・プレゼント当選者発表
- 17:48 文化放送今週の歌

### 過去のコーナー
- 今日の夕刊 読み比べ〜タブロイました〜
  - （月） リポビタンD あなたにファイト!（2010年10月4日〜2011年3月28日）
  - 提供スポンサーの大正製薬が、2011年4月1日限りで降板したため、終了した。
  - 文化放送の平日帯夕方ワイド番組では、野村邦丸の気分はZUNZUN!以来、12年に渡って、大正製薬提供のコーナー枠が続いて来たが、2011年3月11日に発生した、東北地方太平洋沖地震の影響により、提供CMの自粛が続いたため、終了した。
  - 2011年4月4日からは「くにまるジャパン」内の「深読みジャパン」と、2011年4月10日スタートの「大正製薬天下たい平!落語はやおき亭」へ、同社提供の番組枠が移動している。
- ニュースdeパレード（2010年12月6日〜2011年4月15日）
  - 「ニュース・パレード」で紹介されないB級ニュースやトピックスを紹介していたが、「おはなし玉手箱」のコーナー開始とともに一旦終了。
- トレンド 一発勝負（2010年10月4日 - 2011年2月25日、3月31日、4月1日）
- 吠える闘魂 アントニオ猪木 夕やけ卍固め（2011年12月7日〜2012年2月29日）
- 川中美幸 人・うた・心[7]（2010年10月4日 - 2012年3月30日）
  - 月 - 木曜の17時前には、オリジナルの番宣があり、〝夕やけ寺ちゃん〟番組ジングルの後「夕やけ寺ちゃん 活動中。この後、5時30分からは」（寺島）→「川中美幸 人・うた・心。本日のゲストは?」（川中）→ 「○○です!」（ゲスト）→「お楽しみに〜」（川中）という番宣が流れていた。
  - 2012年4月8日より、日曜4時30分 - 5時へ移動して、継続している。
- おはなし玉手箱（2011年4月18日〜2012年9月28日）